# ゲオルギ・ワザガシビリ
ゲオルギ・ワザガシビリ（Giorgi Vazagashvili 1974年4月19日- ）は、ギリシャの柔道選手。ジョージア（グルジア）のゴリ出身。階級は60kg級及び66kg級。身長163cm。

## 人物
基本的には60kg級の選手ながら、普段の国際大会では1階級上の65kg級で出場することが多かった。1993年の世界選手権60kg級では準決勝でアゼルバイジャンのナジム・グセイノフに払腰で敗れたものの3位となった。1994年の世界ジュニア決勝では野村忠宏をポイントで圧倒して、最後は肩車で一本勝ちして優勝を飾った。1995年のフランス国際では2階級上の71kg級に出て3位になった。このような経緯から世界選手権60kg級では優勝候補筆頭とみなされていたが、決勝でロシアのニコライ・オジョギンに0-3の判定で敗れて2位に終わった。さらに、翌年の1996年アトランタオリンピックでは7位にとどまった。これ以降、階級を本格的に65kg級に上げることになり、1997年の世界選手権では3位となった。2000年シドニーオリンピック66kg級では銅メダルを獲得した。その後、イリアス・イリアディス同様ギリシャに帰化して、2004年アテネオリンピックではギリシャ代表として出場したが、初戦で敗れた。

## 主な戦績
65kg級での戦績
- 1991年 - ソ連国際　優勝
- 1992年 - グルジア国際　優勝
- 1993年 - ロシア国際　優勝
- 1993年 - 世界選手権　3位(60kg級)
- 1994年 - ロシア国際　優勝
- 1994年 - 世界ジュニア　優勝(60kg級)
- 1995年 - フランス国際　3位(71kg級)

60kg級での戦績
- 1995年 - ヨーロッパ選手権　2位
- 1995年 - 世界選手権　2位
- 1996年 - チェコ国際　優勝(65kg級)
- 1996年 - ヨーロッパ選手権　優勝
- 1996年 - アトランタオリンピック　7位

65kg級での戦績
- 1997年 - ロシア国際　優勝
- 1997年 - ドイツ国際　3位
- 1997年 - ヨーロッパ選手権　優勝(71kg級)
- 1997年 - 世界選手権　3位
- 1998年 - 正力国際　3位(73kg級)

66kg級での戦績
- 1999年 - 嘉納杯　5位
- 1999年 - ヨーロッパ選手権　3位
- 2000年 - ポーランド国際　優勝
- 2000年 - シドニーオリンピック　3位